# Garrett Graham
(en) Statistiques sur pro-football-reference
Garrett Graham (né le 4 août 1986 à Brick Township) est un joueur américain de football américain. Il joue actuellement avec les Texans de Houston.

## Enfance
Graham étudie à la Brick Township Memorial High School de Brick Township. Il joue alors aux postes de tight end, defensive end, punter et placekicker. Il termine la saison 2004 (sa dernière au niveau lycéen) avec quatre-vingt-seize réceptions pour 2 031 yards et vingt-et-un touchdowns.

## Carrière

### Université
Après avoir fait une saison 2005 vierge (redshirt), il débute lors de la saison 2006 mais ne reçoit aucun ballon. En 2007, il devient titulaire à dix des treize matchs de la saison, recevant trente passes pour 328 yards et quatre touchdowns. En 2008, il débute dix matchs sur onze et obtient quarante passes pour 540 yards et cinq touchdowns. Pour sa dernière saison universitaire, il réalise 51 réceptions pour 624 yards et sept touchdowns. Le 23 novembre 2009, il est sélectionné dans l'équipe de la saison pour la conférence Big Ten par les médias et dans la seconde équipe par les entraîneurs. Il participe au Senior Bowl 2010.

### Professionnel
Garrett Graham est sélectionné au quatrième tour du draft de la NFL de 2010 par les Texans de Houston au 118e choix. Sa première saison en professionnel le voit rentrer au cours de six matchs mais il ne récupère aucun ballon.